# Воробйов Олександр Костянтинович
Олександр Костянтинович Воробйов (нар. 25 серпня 1934, с. Нововасилівка, Запорізька область, Українська РСР, СРСР — пом. 14 листопада 2008) — Народний депутат України 1-го скликання. Український та радянський дипломат.

## Життєпис
Народився 25 серпня 1934 року, в селі Нововасилівка, Бердянського району, Запорізької області, в сім'ї робітників. Закінчив Бердянський педінститут за спеціальністю «вчитель фізики і математики», Запорізький машинобудівний інститут ім. В. Я. Чубаря за спеціальністю «інженер-електромеханік», Вищу дипломатичну школу МЗС СРСР (1972). Володів болгарською та французькою мовами. Член КПРС (1957–1991), член ОК КПУ. Депутат Запорізької обласної ради.
Народний депутат України I скликання, під час депутатства у ВР України до груп чи фракцій не входив. Був одружений та мав дитину.
1958–1959 — завідувач навчальної частини СШ с. Олександрівка, Дніпропетровської обл.
1959–1963 — інструктор, перший секретар Бердянського МК ЛКСМУ.
1963–1965 — завідувач відділу МК КПУ, надалі — заступник голови виконкому Бердянської міської ради та секретар Бердянського МК КПУ.
1965–1972 — заступник завідувача, завідувач оргвідділу Запорізького ОК КПУ.
1972–1974 — слухач, Вища дипломатична школа МЗС СРСР.
1974–1974 — перший секретар п'ятого європейського відділу Міністерства закродонних справ СРСР.
1974–1976 — консул Генерального Консульства СРСР в м. Пловдів, Болгарія.
1976–1979 — перший секретар Посольства СРСР в Народній Республіці Болгарія.
1979–1980 — інструктор ЦК КПРС.
1980–1990 — секретар Запорізького ОК КПУ.
1990–1991 — голова ревізійної комісії Запорізького ОК КПУ
4 березня 1990- 1993? р. — Народний депутат України 12 (1 у незалежній Україні) скликання. У Верховній Раді був членом Комісії ВР України у закордонних справах. До Верховної Ради був обраний набравши у 1-му турі 50,14 % голосів і перемігши 2 претендентів (Запорізька область, Пологівського виборчого округу № 194)
1993–1998— Надзвичайний і Повноважний Посол України в Республіці Болгарія.
1998 — вийшов у відставку.

## Нагороди
Нагороджений орденом «Знак Пошани», двома медалями, двома Почесними грамотами Президії ВР УРСР.